# Cyclocorus nuchalis
Espèce
Statut de conservation UICN

 LC  : Préoccupation mineure
Cyclocorus nuchalis  est une espèce de serpents de la famille des Colubridae.

## Répartition
Cette espèce est endémique des Philippines. Elle se rencontre à Basilan et Mindanao.

## Liste des sous-espèces
Selon The Reptile Database (12 mars 2012) :
- Cyclocorus nuchalis nuchalis Taylor, 1923
- Cyclocorus nuchalis taylori Leviton, 1967

## Étymologie
La sous-espèce Cyclocorus nuchalis taylori est nommée en l'honneur d'Edward Harrison Taylor

## Publications originales
- Taylor, 1923 : Additions to the herpetological fauna of the Philippine Islands, III. Philippine Journal of Science, vol. 22, p. 515-557 (texte intégral).
- Leviton 1967 "1965" : Contributions to a review of Philippine snakes, IX. The snakes of the genus Cyclocorus. Philippine Journal of Science, vol. 94, no 4, p. 519-533 (texte intégral).